# CRぱちんこ歌舞伎剣
CRぱちんこ歌舞伎剣（シーアールぱちんこかぶきソード）は、京楽産業.のパチンコ機（デジパチタイプ）。2007年3月に導入が開始された。
CRぱちんこウルトラマンなどでお馴染みとなったバトルタイプを甘デジスペックで実現させた機種である。

## 機種概要
CRぱちんこウルトラセブンやCRぱちんこウルトラマンなどのバトルタイプの登場により、バトルタイプは大連荘が期待できる機種として人気となったが、それらの機種は大当たり確率が1/400前後で大当りが引きにくいことにより、遊べない声もあった。その中で登場した「CRぱちんこ歌舞伎剣」はハネデジスペックながらバトルタイプということで、一回あたりの出玉は少ないものの、当りやすく大連荘が期待出来る機種として人気となった。「遊パチ」マークを持つ機種を対象とした、遊パチAWARDでは3位に入賞している。
この機種は、元気のXbox用ソフト『斬 歌舞伎』が元ネタであり、キャラクターが流用されているが、それ以外の設定はパチンコオリジナル。理由は不明だが、京楽ではノンタイアップのオリジナル扱いとなっている。

## スペック
CRぱちんこ歌舞伎剣S79TF3
- 賞球数：3&4&10
- 大当たり確率：低確率 1/97.67 → 高確率 1/12.2
- 大当たりラウンド：2、7または15ラウンド・8カウント
- 確変突入率：79%
  - 15R確変：1%
  - 7R確変：58%
  - 2R確変：20%
- 時短：通常大当り終了後10回転

## 登場キャラクター
右近
世界の平和を願う狂言師。世界を破滅に導こうとする景清を倒すために、剣の腕を磨きながら景清城に乗り込む。
左近
狂言師で右近の息子。同じ狂言師の父を尊敬している。右近が景清城に向かったと聞き、自身も景清城に乗り込む。
助六
花川戸の助六。遊郭では人気者である。父の仇を探す旅の途中で右近と出会い、景清を倒す手助けをすることになる。
五郎
村一番の力持ち。酒に酔うと暴れて手が付けられなくなる。右近の良き理解者である。
菊之助
美少年で札付きのワル。景清の財宝目当てに、女装で景清に近づく。右近には恨みなどはないが、財宝の為に敵対することになる。
定九郎
騙まし討ちを得意とする、小粋な悪党。地位と名誉欲しさに景清に仕えている。右近には何度も任務を邪魔されて、恨んでいる。
景清
世界を破滅に導こうとする大悪党。一度右近に宝玉の力で、岩場に封印されたが、逆に宝玉の力を自分のものにして復活した。
黒子
景清の手下。またステップアップ予告などでも登場する。

## 変動時予告

### ステップアップ予告
本機の基本となる予告である。画面に黒子と左近と右近が出てきて、アクションを繰り広げる。
- ステップ1

画面右側から黒子が登場して、中央で転倒する。
そのまま黒子が去っていけばステップ1止まり
- ステップ2

画面左側からもう一人黒子が登場して、倒れた黒子を引っ張って連れて行こうとする。
この際、黒子たちが走り去ればステップ2確定。
床が抜けて、黒子2人が下に落ちればステップ3かステップ4へ。
黒子達が走り去ろうとして、「！」が表示され、画面外になにかあると気付けばステップ5へ
- ステップ3（リーチ確定）

黒子と右近が、抜けた床から飛び上がって登場して転倒する。
- ステップ4（役者系リーチの発展形確定）

黒子と右近が、抜けた床から飛び上がって登場して右近が見得を切る。
- ステップ5（役者系リーチ（菊之助リーチ以外）の発展形へ直接発展確定）

画面左側のほうにある舞台に切り替わり、左近と右近が登場して見得を切る。
黒子は通常は服の色は黒色であるが、赤の場合は役者系リーチへの発展が確定し、ゼブラ柄の場合は役者系リーチ（菊之助リーチ以外）の発展形に発展が確定する。
ステップ3で右近の代わりに、京楽のキャラクターの「玉ちゃん」が出てきた場合は大当り確定。

### 剣フラッシュ予告
いわゆる擬似連予告である。画面右側にある剣役物が轟音と共に光って作動すれば、擬似連が開始される。最高4回まで連続する。
- 1回目

黒子リーチ以上が確定。
- 2回目

役者系リーチ（菊之助リーチ以外）が確定。
- 3回目

役者系リーチ（菊之助リーチ以外）の発展形への発展が確定。
- 4回目

役者系リーチ（菊之助リーチ以外）の発展形への発展が確定して、大当り期待度が大幅にアップする。
柏木の音が聞こえて、「よぉ～」と聞こえれば擬似連が終了し、リーチになる。この際に火炎と轟音ともに剣役物が振り切れば、擬似連回数に関係なく、役者系リーチ（菊之助リーチ以外）の発展形への発展が確定し、大当り期待度が大幅アップする。剣の振りきりは擬似連が発生していなくても発生する場合もある。
擬似連が開始する際に、盤面上の「歌舞伎剣」のロゴ役物が通常は白色に光るが、レインボーに光った場合は大当り確定。

### 黒子巻物予告
画面の上から黒子が着地して登場する。その際にチャンスボタンを押すように画面に表示され、チャンスボタンを押すと黒子の巻物の内容が表示される。巻物は小・中・大の3種類が存在する。小はガセが多いが、中・大はリーチが確定する。
巻物の文字が書かれている部分が金色だった場合は、小・中・大関係なく役者系リーチ（菊之助リーチ以外）の発展形への発展が確定する。
内容が「景清城」「探せモード」だった場合は景清城モードへの突入が確定する。この際に金色も複合すれば2R確変が確定する。
内容が「京楽」「ハッスル」などの大当りが確定するプレミアも存在する。

### チラシ予告
ステップ1で黒子がこけた際にチラシを撒き散らすが、そのチラシが手前に張り付いた場合に、チラシに書かれている役者のリーチの発展形への発展が確定する。

### 緑黒子予告
画面右側から緑色の黒子が登場する。基本的にこの予告は、リーチにならないという予告である。この予告が出てリーチになった場合は、役者系リーチ（菊之助リーチ以外）の発展形への発展が確定する。

### 小キャラ予告
画面上に様々な小キャラ・小道具が出現する。基本的には信頼度に関わらない物が多い。
米俵が出た場合は、左側の図柄が消灯する。藤の花・朝顔など・稲穂などはリーチが確定する。

### 図柄消灯予告
図柄が剣で切る音と共に暗くなる。3つの図柄が暗くなれば、画面に稲妻が走り「剣」と表示され、景清城モードへ突入する。

### 背景チェンジ予告
時計まわりで背景がチェンジする。リーチが確定する。反時計まわりで背景がチェンジした場合は、役者系リーチ（菊之助リーチ以外）の発展形への発展が確定する。

### 図側すべり予告
左右の図柄が停止した後に右側の図柄がすべる。4種類のすべりが存在する。
- 通常すべり

右側図柄が高速ですべりを起こす。
- 黒子すべり（リーチ確定）

右側図柄に黒子がぶつかり、図柄が変動する。
- 桜すべり（役者系リーチ（菊之助リーチ以外）確定）

右側図柄が桜吹雪と共に高速ですべりを起こす。
- 藤すべり（役者系リーチ（菊之助リーチ以外）の発展形への発展確定）

左右の図柄が藤の花の吹雪と共に高速にすべりを起こす。

## リーチ後予告

### 図柄予告
図柄がアニメーションする。左右の図柄から炎が噴出せば、黒子リーチ以上が確定する。
左右の図柄がら稲妻が発生すれば、役者系リーチ（菊之助リーチ以外）の発展形への発展が確定する。

### 掛け声予告
チャンスボタンを押すように指示され、チャンスボタンを押すとボイスが流れる。内容により信頼度が変化する。
- 「いよっ リーチ」「いよっ 二代目」

信頼度は特に変化はない。
- 「いよっ 三代目」

役者系リーチ（菊之助リーチ）が確定
- 「いよっ 待ってました」

役者系リーチ（菊之助リーチ以外）の発展形への発展が確定
- 「いよっ 京楽屋」「他愛も無い」

大当り確定のプレミア

## リーチアクション

### ノーマルリーチ
幕が下りて中央の図柄が変動する。基本的には他のリーチの発展への繋ぎであり、ここで当たることまず無い。
図柄が止まらずに高速変動すれば、役者系リーチへ発展する。

### 黒子リーチ
ノーマルリーチが外れたあと、黒子が画面外から出てくる。図柄にぶつかって大当りを狙うパターンと、図柄を受け止めるパターンの2つがあり、後者の方が若干信頼度が高い。
このリーチが外れたあと、図柄が全消灯して景清城モードに移行する場合がある。景清城モードに移行するかどうかがメインになるリーチである。

### 菊之助リーチ
788・778などの同じ図柄が2つとその図柄に+1もしくは-1した図柄が止まった場合に発展する。
菊之助が登場し、画面を切り裂いて大当りラインを増やす。2ラインと3ラインのパターンがある。3ラインだと若干信頼度が高い。図柄を斬っていき、大当りになる図柄が切れなければ大当り。

### 助六リーチ
助六が見得を切って大当りを狙う。通常は2段階ある。画面内にある。傘の模様で信頼度が変化する。
たぬ吉 ＞ 桜 ＞ 紫
たぬ吉だった場合は大当りが確定する。
1段階目は斜めの角度から見得を切る。ここで外れた場合は終了するか、2段階目に移行する。2段階目は正面から見得を切る。ここで外れた場合は、画面上から桜の花びらは降っていき中央に止まって光輝けば、発展形の「助六見得リーチ」に発展する。
- 助六見得リーチ

画面に屋敷と助六が登場して、見得を切って大当りを狙う。

### 五郎リーチ
土俵に五郎が登場して、図柄を張り手で張り飛ばしていきながら大当りを狙う。外れた後には倒れ込むが、五郎の横に徳利があり、その徳利の横にあるもので発展するかの信頼度が変化する。
何も無い・杯 ＞ 枡 ＞ おちょこ
何もないか杯があった場合は大当り確定になる。徳利が倒れれば「五郎酒豪リーチ」に発展する。
- 五郎酒豪リーチ

五郎が酒を飲んで、炎を吐いて図柄を破壊しながら大当りを狙う。

### 左近リーチ
左近が登場して、髪振りで竜巻を巻き起こして図柄を飛ばしていきながら大当りを狙う。このとき、画面右側の岩の上にいるカエルによって信頼度が変化する。
ケロット ＞ ピンク色のカエル ＞ 青色のカエル
ケロットが出た場合は大当り確定である。外れた後に、カエルが飛び上がれば「左近右近リーチ」に発展する。
- 左近右近リーチ

左近右近の2人で髪振りを行って、竜巻を巻き起こして図柄を飛ばしていきながら大当りを狙う。

### 景清遭遇リーチ
左近リーチに発展すると見せかけて発展するか、ステップアップ予告のステップ5が出た場合に直接発展する。右近が景清城に入って、入り口に景清がいれば大当り。なお、景清城に入る前に上空で鳥がV字編隊飛んでいる場合があり、この場合は大当り確定&15R大当り濃厚である。景清は直接目の前に現れるパターンと、いないと見せかけて上から現れるパターンが存在する。
なお、このリーチはメーカーでは信頼度が設定されていない為に大当り確定の様だが、かなりの低確率で外れることもあるようである。

### 復活大当り
役者系リーチで外れた後に剣役物が振り下ろされて、復活大当りする場合がある。大当りが確定している状態で、リーチが外れた場合は必ずこのアクションが発生する。

### 歌舞伎チャンス
京楽ではおなじみのリーチ選択アクション。助六見得・五郎酒豪・左近右近のリーチからなるルーレットで、チャンスボタンでリーチを選択する。
この時に左近右近の選択肢が景清だった場合と、選択後に左近右近が景清に変化した場合は大当りが確定する。

### 優姫リーチ
通常変動、もしくは擬似連1回目から発展する。図柄が全回転し、画面に優姫こと小倉優子が登場して華麗に舞いながら、全図柄が7の図柄で停止する。このリーチで当たった場合は15R大当り確定である。

## 景清城モード（2R確変または2R通常）
通常変動時から図柄が全消灯、もしくは歌舞伎バトル敗北後に移行する、景清を探すモードである。内部的には2R確変もしくは2R通常のどちらかになる。なお、どちらかであるかはモード突入時に盤面右上のデジタルで判別可能である。
このモードは10回転限定になっている。右近が景清城内を捜索して、景清を発見すれば大当りになる。
10回転終了後、2R通常だった場合は通常モードに移行する。2R確変だった場合は一旦幕が下りたあとにそのまま移行するか、一旦通常モードに戻ったと見せかけて剣役物が振り切って、背景が金色になる「天守閣モード」に移行する。
変動が長くなった場合、何かの当りを引いた状態になり、次のアクションが発生する。
- 画面が暗転して切り替わり、廊下を見回しながら歩く。

黒子が出現した場合は、黒子を追いかけ景清と遭遇する。（大当り）
落とし穴に落ち、落ちた先が廊下（2R確変もしくは2R通常）
落とし穴に落ち、落ちた先が景清の部屋（大当り）
- 宝箱を発見する。（大当り確定）

チャンスボタンを押すように表示され、チャンスボタンを押すと宝箱を斬ってアイテムが出てくる。
アイテムは次の通りである、このアイテムは15R大当りになるかどうかの信頼度である。
玉ちゃん ＞ 赤い宝玉 ＞ 青い宝玉 ＞ 白い宝玉
この後、出てきたアイテムを剣にはめ込むが、白い宝玉は青か赤に変化する場合もある。
なお玉ちゃんだったばあいは15R確定になる。
このあと景清の部屋へ向かうが、部屋の入り口の襖は金色か白色かの2色があり、15R大当りへの信頼度が変化する。その後、襖を斬って中に入る。
入った先が景清の部屋だった場合、中で景清が椅子に座っていた場合はそのまま大当りになり、椅子に座っていなくて上から飛び降りて襲ってきたあとに大当りになる2パターンがあり、後者の場合は15R大当りへの期待度がアップする。
入った先が大広間だった場合は、中で景清が立っていた場合はそのまま大当りになり、立っていなくて、上から飛び降りて襲ってきたあとに大当りになるパターンがある。後者だと15R大当りへの期待度がアップする。また、景清ではなく部下が立っているパターンもあり、その部下との戦いに発展する。なおこの戦いは必ず勝利する。部下は、菊之助 ＞ 定九郎 ＞ 黒子 の順に15R大当りの期待度が変化する。

## テーマソング
- 「男の剣が冴える時」
作詞：伊藤アキラ 作曲：瀬川英史 歌：京 楽之助

歌手「京 楽之助」については、様々な説があるが、正体は不明である。
大当り回数が1~4回までは、インストバージョンが流れる。
大当り回数が5回を越えると、歌付きになる。
CD化はされていないが、京楽のモバイルサイト「京楽サプライズ」で着うたが配信されている。